# Eduard Wladimirowitsch Schurjak
Eduard Wladimirowitsch Schurjak (englisch Edward V. Shuryak, russisch Эдуард Владимирович Шуряк; * 1948 in der Ukraine) ist ein sowjetisch-US-amerikanischer theoretischer Physiker.
Schurjak wuchs in Odessa auf. Nachdem er mit einigen Freunden mathematische Probleme in einer Zeitschrift gelöst hatte, wurde er 1964 nach Nowosibirsk eingeladen. Er besuchte dort eine Spezialschule für Physik und Mathematik in Akademgorodok und studierte danach an der Staatlichen Universität von Nowosibirsk. Einer seiner Lehrer war der Landau-Schüler Juri Borissowitsch Rumer, ein anderer Vladimir Zelevinsky (heute Professor an der Michigan State University). 1974 wurde er dort am Institut für Kernphysik (heute Budker-Institut für Kernphysik) bei Spartak Timofejewitsch Beljajew promoviert und 1982 habilitiert.
Ab 1973 war Schurjak Wissenschaftler am Institut für Kernphysik, wo er es bis zum leitenden Wissenschaftler brachte. 1975 bis 1989 war er gleichzeitig Dozent an der Universität in Nowosibirsk. 1989 (nachdem er am CERN war) verließ er die Sowjetunion. Er ging (auf Vermittlung von Gerry Brown) zuerst an das Brookhaven National Laboratory und kurz darauf an die State University of New York at Stony Brook (SUNY), wo er heute Professor (seit 2003 Distinguished Professor) ist und Direktor des Instituts für Kernphysik.
Schurjak befasste sich früh mit dem Quark-Gluon-Plasma, eine Bezeichnung, die er 1978 einführte. Später befasste er sich vor allem mit der Instanton-Flüssigkeits-Beschreibung des Vakuums in der Quantenchromodynamik (QCD), das er 1982 vorschlug. Er befasst sich aber auch weiter intensiv mit dem Quark-Gluon-Plasma (und dessen hydrodynamische Beschreibung als fast ideale Flüssigkeit einschließlich Mach-Kegel Phänomenen), das insbesondere am Brookhaven National Laboratory mit dem RHIC ab etwa 2000 untersucht wird. Er befasste sich auch mit Zufallsmatrizen und Farbsupraleitung.
1996 wurde er Fellow der American Physical Society. 2005 erhielt er den Humboldt-Preis der Alexander von Humboldt-Stiftung. 2004 erhielt er die Dirac Medal (UNSW), für 2018 wurde ihm der Herman Feshbach Prize in Theoretical Nuclear Physics zugesprochen.

## Schriften
- The QCD Vacuum, hadrons and superdense matter, World Scientific 2004 (Lecturenotes in Physics)
- mit Thomas Schäfer: Instantons in QCD, Reviews of .Modern Physics., Bd. 70, 1998, S. 323–425
- Theory and Phenomenology of the QCD vacuum, Physics Reports, Bd. 115, 1984, S. 151–314
- The structure of the QCD vacuum and hadrons, Physics Reports, Bd. 264, 1996, S. 357.